# Rhodri Morgan
Hywel Rhodri Morgan, född 29 september 1939 i Cardiff, död 17 maj 2017 i Wenvoe i Vale of Glamorgan, var en walesisk politiker (Labour) som var Wales försteminister 2000–2009.

## Biografi
Rhodri Morgan föddes i Cardiff och examinerades vid St John's College i Oxford och Harvard University. Han arbetade för South Glamorgan County Council från 1974 till 1980 innan han blev ledare för EG:s kontor i Wales. Han valdes 1987 till Västra Cardiffs representant i det brittiska parlamentet för Labourpartiet. 1988 till 1994 var han skuggminister med ansvar för miljöfrågor. 1998–1992 var han oppositionens talesman i energifrågor, och 1992–1997 i walesiska frågor. 1997–1999 var han ordförande för underhusets kommitté för offentlig administration. Han fick sin titel som försteminister den 16 oktober 2000, efter att sedan februari samma år haft den motsvarande titeln förstesekreterare. I juli 2000 valdes han in i Kronrådet.
Eftersom han var starkt engagerad för ökat walesiskt självstyre försökte Morgan bli Labourpartiets kandidat för (den då betitlade) förstesekreterarbefattningen för Wales nationalförsamling, men förlorade mot den dåvarande ministern för Wales Ron Davies. Efter en sexskandal tvingades dock Davies avgå, och Morgan sökte posten igen. Denna gång valdes dock Alun Michael, som ansågs vara motvillig trots ett långvarigt engagemang för walesiskt självstyre, och ansågs ha varit det brittiska Labourpartiets lednings kandidat.
Michael avgick dock även han, lite mer än ett år efter sitt inval, då han hotades av ett förestående misstroendevotum och ett flertal grupper bildats som motsatte sig honom, både inom hans eget parti, inom nationalförsamlingen och inom hans ministär. Morgan valdes därefter till Labourpartiets kandidat, och därigenom till försteminister. Han ställde inte upp i 2001 års val till det brittiska underhuset.
Morgans ledarskap har kännetecknats av hans önskan att distansera sig från delar av det brittiska Labourpartiets åsikter, speciellt de som åsyftar att införa valmöjligheter vad gäller offentlig service. Hans kritiker har också klagat på vad de anser vara undermålig kvalitet inom dessa områden, speciellt inom hälsoområdet, där sjukhusköerna är fortsatt mycket längre än de i England.
Den 1 maj 2003 återvaldes Labour under Morgans ledning i valet till nationalförsamlingen, med tillräckligt många platser för att ha egen majoritet (Labour fick 30 av 60 platser, och fick majoritet när Dafydd Elis-Thomas valdes till talman). Den 9 maj utsågs ministären. I valet återtog Labourpartiet de tidigare starka stödområden de förlorat till Plaid Cymru 1999, då Alun Michael var som minst populär.
Vid valet 3 maj 2007 blev Labour åter största parti, men utan egen majoritet. Efter en månads minoritetsregering bildade Morgan en koalition med Plaid Cymru. Morgan avgick som försteminister 8 december 2009 och efterträddes av Carwyn Jones.

## Familj
Morgans fru, Julie Morgan, har även hon varit parlamentsledamot, för valkretsen Norra Cardiff. De är båda framstående i British Humanist Association, medlemsorganisation i IHEU.